# Alutiiq

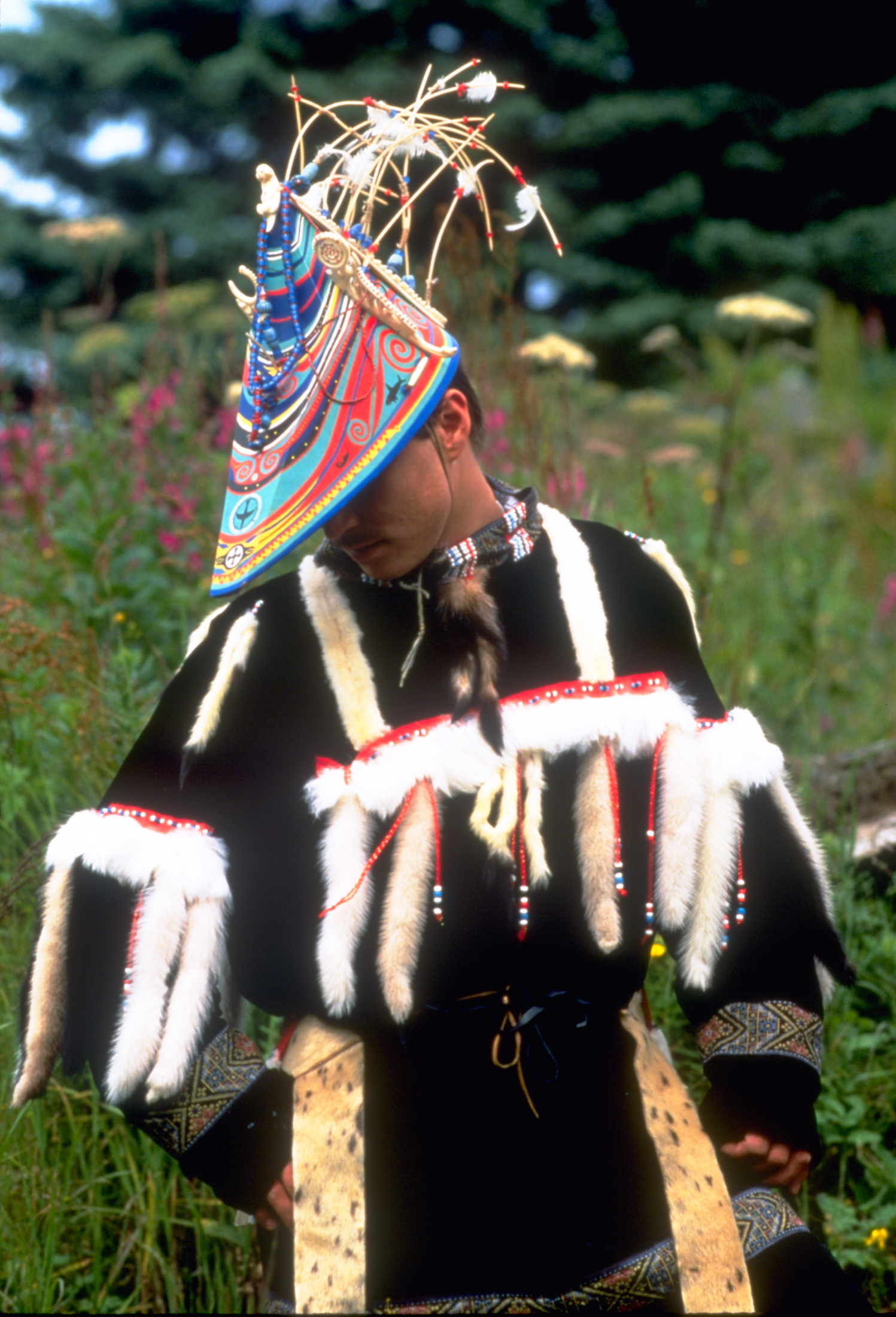
Alutiiq bailando en una celebración

Los Alutiiq (también llamados Sugpiaq o Yupik del Pacífico), son un pueblo indígena que habitan la costa sur de Alaska, destacando la Isla de Kodiak.
Su lengua es llamada Sugstun, una lengua esquimal perteneciente a la familia de lenguas esquimales denominada Yupik.